# Black Mass: Špinavá hra
Black Mass: Špinavá hra (v anglickém originále Black Mass) je americký životopisný dramatický film z roku 2015. Režie se ujal Scott Cooper a scénáře Mark Mallouk a Jez Butterworth. Film je inspirován knihou Black Mass: The True Story of an Unholy Alliance Between the FBI and the Irish Mob od Dicka Lehra a Gerardda O'Neilla.
Hlavní role hrají Johnny Depp, Joel Edgerton, Benedict Cumberbatch, Kevin Bacon, Jesse Plemons, Peter Sarsgaard, Rory Cochrane, Adam Scott, Dakota Johnson a Corey Stoll.
Film měl premiéru na Benátském filmovém festivalu 4. září 2015 a do kin byl oficiálně uveden 18. září 2015.

## Obsazení
| Johnny Depp          | James "Whitey" Bulger         |
| Joel Edgerton        | John Connolly                 |
| Benedict Cumberbatch | William "Billy" Bulger        |
| Rory Cochrane        | Stephen "The Rifleman" Flemmi |
| Kevin Bacon          | Charles McGuire               |
| Jesse Plemons        | Kevin Weeks                   |
| Peter Sarsgaard      | Brian Halloran                |
| Dakota Johnson       | Lindsey Cyr                   |
| Corey Stoll          | Fred Wyshkak                  |
| David Harbour        | John Morris                   |
| Julianne Nicholson   | Marianne Connolly             |
| Adam Scott           | Robert Fizpatrick             |
| Brad Carter          | John McIntyre                 |
| W. Earl Brown        | Johnny Martorano              |
| Mark Mahoney         | Mickey Maloney                |
| Juno Temple          | Deborah Hussey                |
| Erica McDermott      | Mary Bulger                   |
| Bill Camp            | John Callahn                  |
| Scott Anderson       | Tommy King                    |
| David DeBeck         | Roger Wheeler                 |
| Jamie Donnelly       | Cody                          |
| Patrick M. Waslh     | Michael Donahue               |
| Jeremy Strong        | Josh Bond                     |
| James Russo          | Scott Garriola                |

## Přijetí
Film vydělal přes 62 milionů dolarů v Severní Americe a přes 37 milionů dolarů v ostatních oblastech, celkově tak vydělal 99,8 milionů dolarů po celém světě. Rozpočet filmu činil 53 milionů dolarů. Za první víkend docílil druhé nejvyšší návštěvnosti, kdy vydělal 22,6 milionů dolarů. Na první místě se umístil film Labyrint: Zkoušky ohně s výdělkem 30,3 miliony dolarů.